# 상파울루 대학교

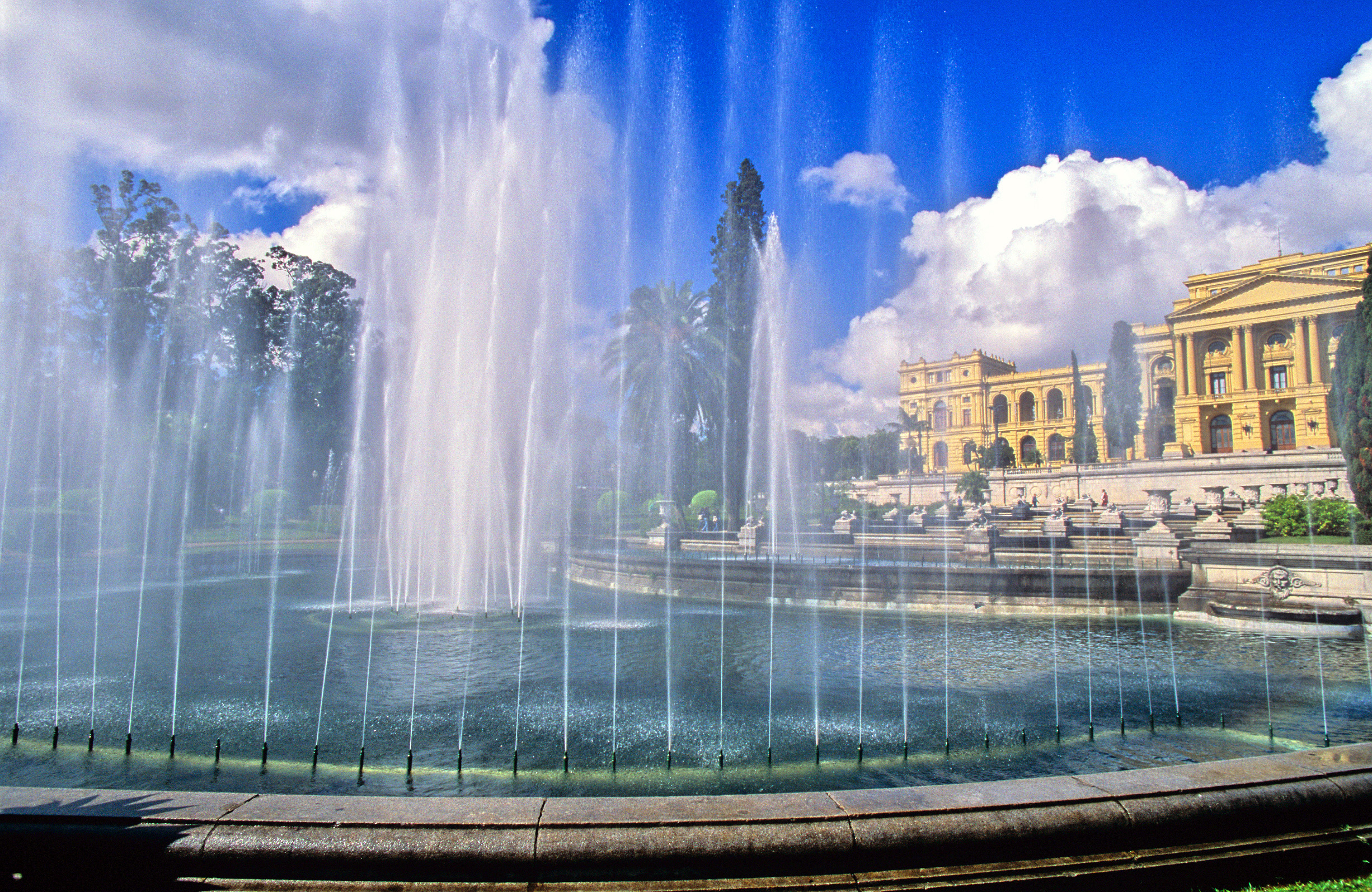
상파울루 대학교 파울리스타 박물관

상파울루 대학교(포르투갈어: Universidade de São Paulo, USP)는 브라질 상파울루주의 대학교로, 브라질에서 가장 큰 공립 대학이다. 상파울루주가 자금을 지원하는 네 공립 대학교(상파울루 대학교, 캄피나스 대학교, 상파울루 주립 대학교, 상파울루 가상 대학교) 중의 하나이다.
상파울루 대학교는 브라질뿐만 아니라 라틴 아메리카 및 이베로아메리카 안에서 최고 대학으로 꼽힌다. 상파울루주가 자금을 지원하기 때문에 국적과 관계없이 학생들은 등록금을 포함한 학비 전액을 면제받는다. 상파울루 대학교 출신의 학생들은 브라질 사회에서 중요한 역할을 하며 경제계와 정계등의 주요 인사들을 배출하였다. 모든 캠퍼스를 통틀어 약 93,000명의 학생이 있으며 상파울루 대학교 안에서 가장 큰 캠퍼스인 상파울루 캠퍼스(Cidade Universitária, 7,443,770 m²)에는 1975년 팬아메리칸 게임 개최를 대비해 건설된 스포츠센터(CEPEUSP) 등의 시설들이 있다.

## 역사
1932년 호헌 혁명에서의 패배로 상파울루에서는 제도적인 개선이 필요했다. 당시 상파울루주에는 대학이 없었는데, 브라질에 현대식 행정 및 교육, 군사 시설을 확충하고자 1934년에 상파울루주 주지사 아르만두 지 살리스 올리베이라는 상파울루 대학교를 세웠다. 상파울루 대학교의 교육 목표는 신식 행정 관료들과 중등학교 교원 및 교수의 양성, 과학 및 공학, 법학, 물리학 전문가의 배출이었다. 클로드 레비스트로스와 페르낭 브로델, 마르샬 게루, 장 디외도네, 데이비드 봄, 프랑수아 샤틀레, 자코모 알바네세, 빌렘 플루세르, 주세페 운가레티 등과 같은 외국인 교수들이 교수로 재직하며 교육과 연구에서 새로운 기준을 제시했다.
브라질의 독재 정권 기간 동안 많은 상파울루 대학교의 교수들은 구속됐고 몇몇은 고문을 당했으며, 많은 교수들이 브라질을 떠났고 이로 인해 브라질의 과학 발전이 더뎌졌다. 1980년대 초반부터 정치적 사면 운동이 일어나 당시 상파울루 대학교를 떠났던 교수들이 대학교로 돌아왔다.

## 명성과 순위
국내와 국제 대학교 순위에서 상파울루 대학교는 브라질의 최상위권 대학교로 뽑히며 칠레 대학교 및 부에노스아이레스 대학교와 함께 라틴 아메리카의 수위를 다툰다. 상파울루 대학교는 2018년 타임스 고등교육 세계 대학 평가에 따르면 브라질 1위 및 세계 251-300위권이고 2018년 QS 세계 대학 순위에서는 브라질 1위 및 세계 121위를 기록했으며 2018년 U.S. 뉴스 & 월드 리포트 순위에서는 브라질 1위 및 세계 153위를, 2017년 세계 대학 학술 순위에서는 브라질 1위 및 라틴 아메리카 1위, 세계 151-200위권을 기록했다. 네덜란드 레이던 대학교가 국제적으로 발표된 전체 논문 대비 인용도가 높은 상위 10% 논문을 기준으로 발표하는 세계 대학 순위인 레이던 랭킹에서는 2017년 세계 7위 및 이베로아메리카 1위를 차지했다.
2017년 QS 세계 대학 순위에서 발표한 학과별 세계순위에서 상파울루 대학교는 치의학 18위, 농업학 35위, 건축학 35위, 수의학 38위, 예술디자인 42위, 법학 50위 등을 기록했다.